# クラインゼンデルバッハ
クラインゼンデルバッハ (ドイツ語: Kleinsendelbach) は、ドイツ連邦共和国バイエルン州フォルヒハイム郡（オーバーフランケン行政管区）に属し、ドルミッツ行政共同体を構成する町村（以下、本項では便宜上「町」と記述する）。

## 地理

### 位置
この町は、エアランゲンの東約15km、ニュルンベルクの北約15kmのシュヴァーバッハ川沿いに位置する。

### 自治体の構成
この町は、公式には5つの地区 (Ort) からなる。このうち孤立農場などを除く集落を以下に列記する。
- クラインゼンデルバッハ
- シェレンベルク
- シュタインバッハ

## 歴史
この集落は、1062年に初めて文献上で言及されている。クラインゼンデルバッハは、1982年にフォルヒハイム郡のもっとも美しい村に選ばれた。

## 行政

### 議会
議会は首長を含め13議席。

### 紋章
紋章の図柄: 基部は、三角に分割され、赤と銀の斜め縞模様。その上部は青地と金地で左右に分割される。向かって左は、左を向いた（向かって右向き）銀の狼の頭部。向かって右は、右を向いた（向かって左向き）獅子の頭部で銀の斜め帯がその上に書かれている。

## 引用
1. ↑  https://www.statistikdaten.bayern.de/genesis/online?operation=result&code=12411-003r&leerzeilen=false&language=de Genesis-Online-Datenbank des Bayerischen Landesamtes für Statistik Tabelle 12411-003r Fortschreibung des Bevölkerungsstandes: Gemeinden, Stichtag (Einwohnerzahlen auf Grundlage des Zensus 2011)
2. ↑  Bayerische Landesbibliothek Online